# 邊界案例
邊界案例（boundary case）也稱為邊界條件，是軟體工程名詞，是指一系統在一輸入剛好在上下限或是恰好超過上下限一點點時的特性。在軟體測試時常會提到邊界案例。
例如若一個輸入欄位只接受0–100的整數，則邊界案例的測試方式會輸入-1、0、100及101。常見的作法在一個邊界條件用三個值測試，一個恰好在邊界上，另二個分別在邊界的兩側，若用相同的例子來看，此測試會用-1、0、1、99、100和101測試。
在軟體工程或測試中，有些案例和邊界案例有關：邊緣案例（edge case）也是指一些輸入在上下限或極端條件下的案例。邊角案例（corner case）則是多個條件在上下限或極端條件下的案例。